# إيكوبوكس

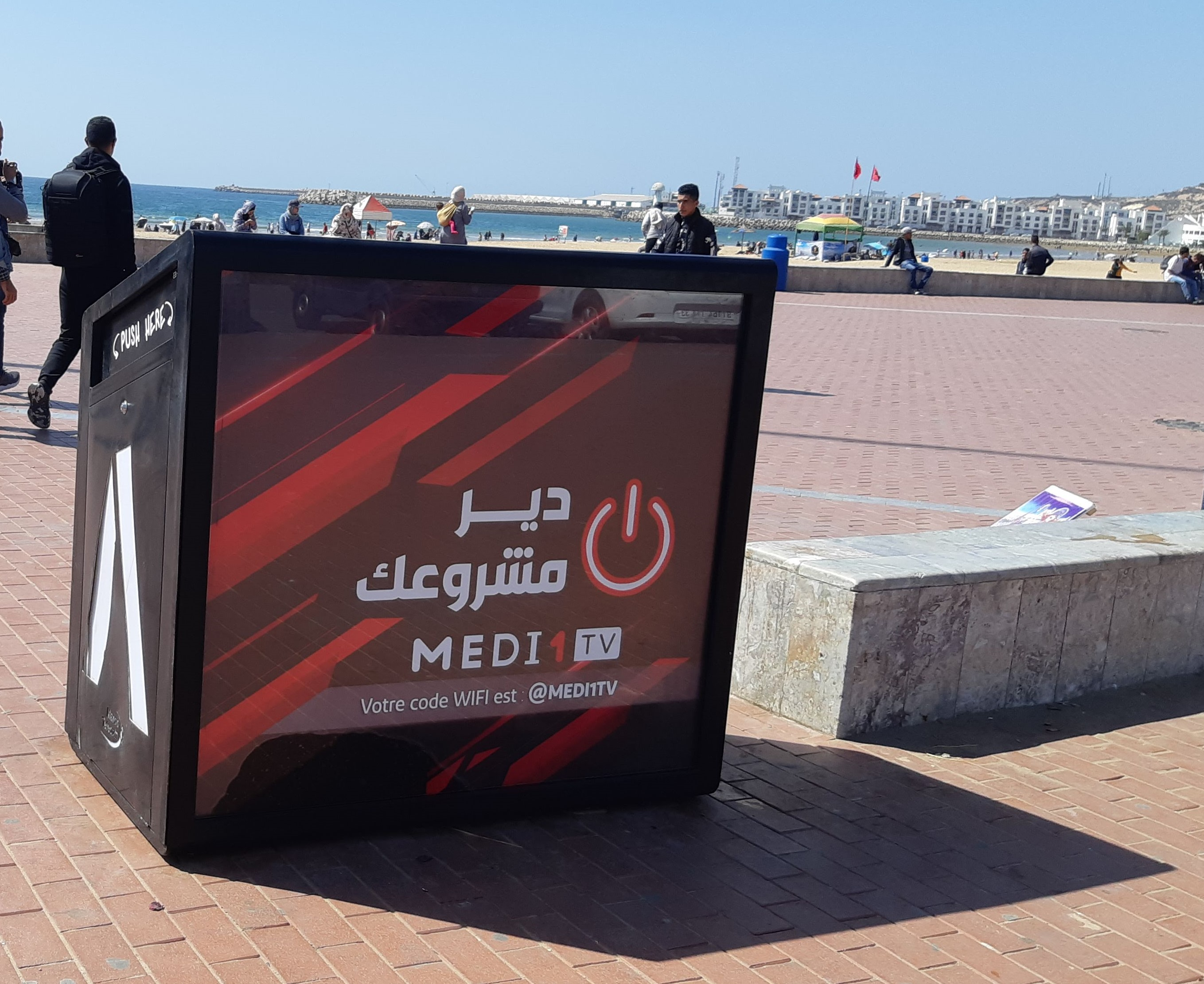
حاوية إيكوبوكس في مدينة أغادير المغربية في عام 2020

إيكوبوكس هي حاوية نفايات ذكية ومتنقلة تشتغل بالطاقة الشمسية وتوفر خدمات مجانية كالواي-فاي، وشحن الهواتف، والإضاءة، بالإضافة لكونها حاوية للنفايات. وتقوم بصناعتها والإشراف على تشغيلها شركة أكسيس بيب التي يقع مقرها الرئيسي في العاصمة الرباط. تتيح هذه الحاويات الذكية صبيب أنترنيت بـ 30 جيغا بايت لكل واحدة في اليوم، أما الشحن السريع للأجهزة الإلكترونية فيتم عبر منفذ يو إس بي للأجهزة الإلكترونية بفضل لوحات شمسية، كما توفر إضاءة على شعاع بـ 15 متر، وهي خدمات يُراد منها جلب اهتمام المارين من قربها، وبالتالي الانخراط في حماية البيئة عبر تملك فكرة فرز النفايات. وتعمل المقاولة المكلفة بهذا المشروع على جمع هذه النفايات، التي تكون في أغلبها قابلة للتدوير، في مستودع بالقُرب من مركب مولاي عبد الله الرياضي، ويصل ما يتم تجميعه على مستوى مدينة الرباط من خلال 30 حاوية «إيكوبوكس» قرابة 1.5 طن في الأسبوع.

## مناطق التواجد
تتواجد إيكوبوكس في العديد من المدن المغربية، خصوصاً في مدن طنجة، الرباط، الدار البيضاء، مراكش، وأكادير. ويتم وضعها أساساً بالمناطق السياحية أو الأماكن التي تعرف إقبالاً كبيراً كالمطارات والموانئ ومحطات القطار والحدائق. ويوجد في المغرب حالياً 300 حاوية إيكوبوكس.